# Altice
Altice è una multinazionale olandese che si occupa di telecomunicazioni e mezzi di comunicazione di massa. È attiva in Belgio, Francia (compresi alcuni territori d'oltremare), Israele, Lussemburgo, Mauritius, Portogallo, Repubblica Dominicana, Stati Uniti e Svizzera. È stata fondata nel 2001 dall'imprenditore franco-israeliano Patrick Drahi, che ne possiede il 58,50% attraverso una holding con sede a Guernsey.
Nel 2015 impiegava più di 30 000 dipendenti, generava un fatturato di 14 miliardi di euro e vantava una capitalizzazione in borsa di 30 miliardi di euro e un indebitamento finanziario netto di 33 miliardi di euro. Dal gennaio 2014 è quotata presso la Borsa di Amsterdam.
Tra il 2014 e il 2015 il gruppo ha portato a termine acquisizioni per 36 miliardi di euro, per lo più realizzate mediante il meccanismo finanziario del leveraged buyout. In seguito a queste operazioni, il gruppo è riuscito a crescere notevolmente in poco tempo, ma al prezzo di un livello di indebitamento considerato molto elevato (rapporto debito/EBITDA di 4,9 a maggio 2015).

## Storia
Patrick Drahi ha fondato l'azienda in Lussemburgo nel maggio 2001. Nel 2002 ha acquisito l'azienda francese Est Vidéocommunication e, nei successivi quattro anni, ha acquistato Numericable, Noos, France Télécom Câble, TDF Câble e UPC France.
Nel 2007 l'operatore francese di fibra ottica Completel entra nel gruppo. Nello stesso anno il fondo d'investimento Altice IV, appartenente alla società panamense Jenville SA, acquista partecipazioni in diversi canali tematici: Ma Chaîne Sport, Vivolta, ShortsTV e Newslux, che dal 2013 manda in onda il canale dedito all'informazione i24news.
In Europa occidentale il gruppo si estende in Benelux con Coditel nel 2003, in Portogallo con Cabovisão e Oni Telecom nel 2013 e in Svizzera con green.ch.
In Israele acquista l'operatore via cavo Hot nel 2009.
L'azienda si espande anche oltremare nelle Antille francesi e in Guyana francese con Le Câble, che commercializza i prodotti di Martinique TV Cable e World Satellite Guadeloupe dal 2008, e con Outremer Telecom a partire dal 2013; raggiunge Mauritius con OMT Limited e City-Call1, Riunione e Mayotte con IZI e Mobius Technology nel 2013 e la Repubblica Dominicana nel 2014 con Tricom e Orange Dominicana.
In Africa australe è presente con l'operatore Wananchi.
Il 31 gennaio 2014 il gruppo si quota alla Borsa di Amsterdam.
Il 5 aprile 2014 il gruppo Vivendi annuncia la cessione ad Altice per 13,5 miliardi di euro di SFR, secondo operatore francese di telefonia mobile. L'acquisizione verrà completata l'anno seguente. Il 27 ottobre 2014 l'Autorità garante della concorrenza impone ad Altice di cedere le attività di Outremer Telecom a Riunione e Mayotte.
Nel dicembre 2014 Altice acquista Portugal Telecom da Oi per 7,4 miliardi di euro.
Il 20 maggio 2015 la compagnia annuncia l'acquisizione del 70% dell'operatore statunitense di televisione via cavo Suddenlink Communications.
Il 21 giugno 2015 Altice annuncia un'offerta pubblica di acquisto su Bouygues Télécom per 10 miliardi di euro, ma l'offerta è stata respinta dal consiglio di amministrazione della compagnia concorrente.
Nell'agosto 2015 la società sposta la propria sede nei Paesi Bassi per poter sfruttare la legislazione olandese, la più flessibile in Europa per quanto riguarda l'amministrazione aziendale. Infatti, la presenza della dual-class share nell'ordinamento legislativo olandese consente a Drahi di detenere il 92% dei diritti di voto nella società nonostante possieda solamente il 58,5% delle azioni.
Nel settembre 2015 Altice rileva l'operatore televisivo via cavo statunitense Cablevisión per 7,7 miliardi di dollari.
Nel marzo 2017 viene diffuso l'annuncio dell'acquisizione, da parte di Altice, dell'azienda di pubblicità video Teads.

### Riorganizzazione
Nel novembre 2017, dopo la pubblicazione di risultati contrastanti e un calo del 35% in Borsa, Altice ha completamente rinnovato la sua organizzazione con le dimissioni del CEO del gruppo e CEO di SFR Michel Combes. Patrick Drahi, che stava gradualmente scomparendo dall'organigramma di Altice, è tornato al timone come presidente. Dexter Goei, che supervisiona la filiale statunitense di Altice, diventa il numero due del gruppo e il suo amministratore delegato. Armando Pereira, co-azionista e co-fondatore di Altice insieme a Patrick Drahi, diventa direttore operativo dell'attività di telecomunicazioni del gruppo. Alain Weill, che supervisiona le attività mediatiche di SFR, diventa CEO di tutte le attività del Gruppo SFR. Per la giornalista Martine Orange: "L'impero Drahi si trova ora di fronte a una realtà che ha sempre evitato: la realtà operativa del gruppo non è all'altezza delle sue scommesse finanziarie. Le sue montagne di debiti gli impediscono di cogliere qualsiasi sviluppo e crescita, tutto il denaro viene mobilitato per onorare i creditori». La Tribune evoca un "crollo" del gruppo in Borsa e sottolinea che in dodici giorni "sono andati in fumo più di 10 miliardi di euro di capitalizzazione di mercato". Per far fronte a questa "prova di borsa", Altice ha annunciato a fine novembre 2017 la vendita di Green.ch e Green Datacenter, due società svizzere specializzate nelle telecomunicazioni professionali e nei data center, a InfraVia Capital Partners per un valore di 214 milioni di franchi svizzeri (circa 186 milioni di euro). L'operazione è stata perfezionata nel febbraio 2018.
Nel novembre 2017, le attività di Altice nella Repubblica Dominicana, Orange Dominicana e Tricom, acquisite nel 2013 rispettivamente da Orange per 1,4 miliardi di dollari e Hispaniola Telecom per 400 milioni di dollari, si sono fuse per diventare Altice Dominicana.
Il 3 novembre 2017, il gruppo "Altice International" (Israele, Portogallo, ecc.) ha deciso di vendere la holding "Altice Blue Two" al gruppo SFR al fine di riunire tutte le attività in Francia (Francia metropolitana e d'oltremare).
L'8 gennaio 2018, Altice ha annunciato una riorganizzazione del gruppo con la separazione delle attività americane (Altice USA), guidate dall'americano Dexter Goei, e delle attività europee, rinominate "Altice Europe" e guidate dall'olandese Dennis Okhuijsen. Le due società avranno in comune il loro azionista di controllo, Patrick Drahi, che presiederà entrambe le entità. L'operazione, completata entro la fine del primo semestre del 2018, ha lo scopo in particolare di rassicurare gli investitori: Altice otterrà 900 milioni di euro da Altice USA, che pagherà un dividendo di 1,5 miliardi di dollari, al fine di ridurre il proprio debito.
Altice Europe si riorganizzerà in tre entità: Altice France (SFR Group), Altice International e una nuova filiale per la pay-TV58:
- Altice France: SFR Telecom, SFR Media (NextRadioTV e Press), i territori francesi d'oltremare (SFR Caraïbe e SFR Réunion), Altice Technical Services France e il servizio clienti di Intelcia.
- Altice International: Altice Portugal, Hot (in Israele), Altice Repubblica Dominicana, Teads e Altice Technical Services Europe (esclusa la Francia).
- Altice Pay TV: la divisione Altice Content, i principali diritti sportivi (tra cui la Champions League e la Premier League inglese) e altri diritti sui contenuti premium (tra cui Discovery e NBCUniversal).

Nel marzo 2018, Altice ha avviato trattative esclusive con il gruppo Tofane Global per la vendita della sua controllata Altice International Wholesale (AIW), riunendo i servizi interoperatori internazionali del gruppo in Francia, Portogallo e Repubblica Dominicana59. Questa vendita è stata finalizzata a settembre 2018. Sempre nel marzo 2018, Portugal Telecom è diventata Altice Portugal pur mantenendo i suoi marchi commerciali. La separazione tra Altice e Altice USA è stata finalizzata l'8 giugno 2018. Il cambio di nome da Altice ad Altice Europe è effettivo alla Borsa di Amsterdam il 12 giugno.
Nel giugno 2018, Altice Europe ha rinunciato all'acquisizione del gruppo mediatico portoghese Media Capital annunciato nel luglio 2017, a seguito delle riserve dell'Autorità portoghese garante della concorrenza (pt). Nello stesso mese, Altice Europe ha venduto parzialmente 10.000 tralicci della sua rete mobile in Francia, attraverso l'acquisizione del 49,99% della futura controllata SFR TowerCo da parte del fondo KKR. Altice Europe e KKR hanno annunciato nel dicembre 2018 la creazione di Hivory, una società indipendente di torri per telecomunicazioni, a seguito del completamento della transazione a giugno. In Portogallo, Altice sta anche vendendo i suoi tralicci attraverso l'acquisizione del 75% della futura controllata Towers of Portugal (ToP) da parte di un consorzio tra la banca americana Morgan Stanley e il fondo sudafricano Horizon Equity Partners, per un totale di 2,5 miliardi di euro. A luglio è stata la volta della sua filiale nella Repubblica Dominicana di vendere le sue torri annunciando di aver raggiunto un accordo per la vendita totale della sua filiale di torri di telecomunicazioni nella Repubblica Dominicana, Teletorres del Caribe, all'americana Phoenix Tower International per circa 170 milioni di euro. Ad agosto, Altice ha avviato un processo di vendita parziale della sua rete in fibra ottica al fine di finanziare la realizzazione di cinque milioni di connessioni in fibra ottica nelle aree a media densità in Francia.
Nel novembre 2019, Altice ha annunciato l'acquisizione di Covage, società francese specializzata in fibra per le imprese, per 1 miliardo di euro. Nel dicembre 2019, Altice ha ceduto una partecipazione del 50% nella sua rete Internet terrestre in Portogallo per 2,3 miliardi di euro a Morgan Stanley Infrastructure Partners.
Nel settembre 2020, Patrick Drahi ha acquisito le partecipazioni che non deteneva in Altice Europe, per 2,5 miliardi di euro, per rimuovere quest'ultima dalla quotazione in borsa. A fine gennaio 2021, l'OPA di Patrick Drahi gli ha permesso di ottenere il 92,02% del capitale di Altice Europe, grazie a un'operazione costata 3,1 miliardi di euro.
Nel giugno 2021, Patrick Drahi è diventato il maggiore azionista di British Telecom con il 12,1% del capitale acquisito per 2,5 miliardi di euro. A dicembre, la sua partecipazione è salita al 18% del capitale, il che ha sollevato preoccupazioni in termini di indipendenza nazionale all'interno del governo britannico.
Nel luglio 2023, Armando Pereira, uno dei collaboratori più longevi di Patrick Drahi, è stato incriminato in Portogallo per corruzione. Nel gennaio 2024, in seguito all'arresto di Armando Pereira, Alexandre Fonseca, che non è stato oggetto dell'indagine per corruzione, si è dimesso da Altice.
Nell'agosto 2024, Altice ha venduto la sua partecipazione del 24,5% nel gruppo British Telecom al gruppo di telecomunicazioni indiano Bharti Airtel. La transazione totale ammonta a 3,5 miliardi di euro.

## Logo
| Fino a maggio 2017 | Da maggio 2017 |
| ------------------ | -------------- |